# اوگ کستر
اوگ کستر (فرانسوی: Hugues Quester‎؛ زادهٔ ۵ اوت ۱۹۴۸) بازیگر اهل فرانسه است.

## گزیدهٔ فیلم‌شناسی
- سه رنگ: آبی (۱۹۹۳)
- یک قصه بهاری (۱۹۹۰)
- پارکینگ (۱۹۸۵)
- سرزمین بی‌صاحب (۱۹۸۵)
- شهر دزدان دریایی (۱۹۸۳)
- آن شب در وارن (۱۹۸۲)
- جوان خام (۱۹۷۹)
- دوستت دارم… من هم نه (۱۹۷۶)